# توماس كورتلاند مانينغ
توماس كورتلاند مانينغ (بالإنجليزية: Thomas Courtland Manning)‏ هو محامي وقاضي ودبلوماسي أمريكي، ولد في 14 سبتمبر 1825، وتوفي في 11 أكتوبر 1887.